# Paramantis prasina
Paramantis prasina es una especie de mantis de la familia Mantidae.

## Distribución geográfica
Se encuentra en Angola, Costa de Marfil, Ghana,  Guinea, Kenia, Islas Comores, Madagascar,  Tanzania, Islas Reunión y Togo.